# The Walking Dead (Fernsehserie)/Staffel 9
Die Erstausstrahlung der neunten Staffel der US-amerikanischen Fernsehserie The Walking Dead wurde zwischen dem 7. Oktober 2018 und 31. März 2019 beim US-amerikanischen Kabelsender AMC gezeigt, die deutschsprachige Erstausstrahlung war zwischen dem 8. Oktober 2018 und 1. April 2019 auf FOX Channel zu sehen. Die Staffel, welche als bisher erste ein komplett animiertes Intro hatte, wurde in zwei Teilen zu je acht Episoden ausgestrahlt. Der zweite Staffelteil lief ab dem 10. Februar 2019 bei AMC.

## Besetzung
Die gesamte Staffel hat insgesamt 19 Hauptdarsteller. Wegen seines Charaktertods wird Chandler Riggs nicht mehr im Intro aufgeführt. Ebenfalls wird Lennie James wegen seines Abgangs nicht mehr aufgeführt. Des Weiteren wird Steven Ogg nicht mehr gelistet, aufgrund seines Charaktertods, und Austin Amelio wird nicht mehr gelistet, wegen seines Abgangs. Tom Payne und Katelyn Nacon werden ab der ersten Episode im Intro aufgeführt, Khary Payton wird hingegen ab Folge 6 aufgeführt, vorher wird er unter „Also Starring“ gelistet. Xander Berkeley wird nur in der ersten Episode unter „Also Starring“ gelistet. Samantha Morton gehört ab Folge 9 zu der Hauptbesetzung. Sie wird ab Folge 10 im Intro aufgeführt. McIntosh, Nash und McAuliffe werden unter „Also Starring“ gelistet.

### Hauptdarsteller
- Andrew Lincoln als Rick Grimes
- Norman Reedus als Daryl Dixon
- Lauren Cohan als Maggie Rhee
- Danai Gurira als Michonne
- Melissa McBride als Carol Peletier
- Alanna Masterson als Tara Chambler
- Josh McDermitt als Eugene Porter
- Christian Serratos als Rosita Espinosa
- Seth Gilliam als Gabriel Stokes
- Ross Marquand als Aaron
- Katelyn Nacon als Enid
- Tom Payne als  Paul „Jesus“ Rovia
- Khary Payton als Ezekiel
- Samantha Morton als Alpha
- Jeffrey Dean Morgan als Negan
- Xander Berkeley als Gregory
- Pollyanna McIntosh als Anne
- Callan McAuliffe als Alden
- Avi Nash als Siddiq

### Nebenbesetzung
- Eleanor Matsuura als Yumiko
- Cooper Andrews als Jerry
- Nadia Hilker als Magna
- Ryan Hurst als Beta
- Cailey Fleming als Judith Grimes
- Cassady McClincy als Lydia
- Matt Lintz als Henry
- Lauren Ridloff als Connie
- Dan Folger als Luke
- Kernig Green als Scott
- Macsen Lintz als Henry
- Lindsley Register als Laura
- Sydney Park als Cydnie
- Brett Butler als Tammy Rose Sutton
- John Finn als Earl Sutton
- Mimi Kirkland als Rachel
- Briana Venskus als Beatrice
- Kerry Cahill als Dianne
- Nadine Marissa als Nabila
- Traci Dinwiddie als Regina
- Zach McGowan als Justin
- Rhys Coiro als Jed
- Elizabeth Ludlow als Arat
- Elyse Dufour als Frankie
- Angel Theory als Kelly
- Tamara Austin als Nora
- Kelley Mack als Adeline
- Jackson Pace als Gage
- Joe Ando Hirsh als Rodney
- Chloe Garcia-Frizz als Judith Grimes

### Gastdarsteller
- Jon Bernthal als Shane Walsh
- Scott Wilson als Hershel Greene
- Sonequa Martin-Green als Sasha Williams
- Rutina Wesley als Jocelyn

## Handlung
Etwa achtzehn Monate nach den Geschehnissen von Staffel 8 und später wiederum sechs Jahre später konzentriert sich die Kernhandlung weiter auf die Gruppe um Rick Grimes und ihre zahlreichen Verbündeten. Mit den mysteriösen Whisperern unter der Führung von Alpha wird eine neue, ihnen feindlich gesinnte Gruppierung in die Handlung mit einbezogen. Die Whisperer sind erneut ein Element, das aus der Graphic-Novel-Reihe übernommen wurde.

## Episoden
| Nr. (ges.) | Nr. (St.) | Deutscher Titel            | Originaltitel    | Erstausstrahlung USA | Deutschsprachige Erstausstrahlung (D) | Regie                    | Drehbuch                                         | Zuschauer (USA) | Quoten (DE, Fox) |
| --- | --------- | -------------------------- | ---------------- | -------------------- | ------------------------------------- | ------------------------ | ------------------------------------------------ | --------------- | ---------------- |
| 116 | 1         | Ein neuer Anfang           | A New Beginning  | 7. Okt. 2018         | 8. Okt. 2018                          | Greg Nicotero            | Angela Kang                                      | 6,08 Mio.       | 0,28 Mio.        |
| Achtzehn Monate nach dem Sieg über die Saviors haben die Kommunen Alexandria, Sanctuary, the Hilltop, the Kingdom und Oceanside ihre Bande gestärkt und befinden sich sowohl im regen Austausch als auch im Aufbau. So führen Rick und Michonne weiterhin Alexandria. Maggie wurde in einer Wahl gegen Gregory weiterhin als Anführerin von Hilltop bestätigt, Carol und König Ezekiel stehen als Paar dem Königreich vor. Eugene und Daryl versuchen, die verbliebenen Saviors in Schach zu halten und sind wegen unbebaubarer Böden auf die florierende Landwirtschaft von Maggies Hilltop angewiesen. Darüber hinaus bekommen die übrig gebliebenen Saviors zu spüren, wie es ist, ohne Waffen leben zu müssen. Eine Gruppe um Rick, Michonne, Daryl, Rosita und Carol macht sich in die Ruinen Washington, D.C.s auf, wo in einem Museum Gegenstände aus der Pionierzeit beschafft werden sollen. So finden sich neben Saatgut auch Kanus, ein Ackerpflug und sogar ein noch intakter Planwagen. In der Eingangshalle ist jedoch ein Großteil des Bodens durch eine fragile Glasscheibe vom Untergeschoss getrennt, in dem sich Untote tummeln. Beim nicht vermeidbaren Überqueren der Scheibe mit dem Planwagen bricht die zunehmend splitternde Scheibe durch und Ezekiel fällt nach unten, kann jedoch, da er mit einem Seil gesichert ist, gerade noch gerettet werden. Auf dem Weg zurück nach Alexandria fällt ihnen eine Brücke in Richtung Hilltop auf, die durch den gestiegenen Wasserpegel größtenteils zerstört wurde. Auf dem weiteren Heimweg bleibt der Planwagen schließlich im nassen Matsch stecken und kann nur mit vereinten Kräften wieder herausgezogen werden, da die vorgespannten Pferde keinen ausreichenden Halt finden können. Da jedoch eine größere Gruppe Untote immer näher kommt, beschließt die Gruppe, den Wagen stehen zu lassen und später wiederzukommen. Doch Ken, ein junger Mann aus Hilltop, will die immer noch an den Wagen gespannten Pferde retten und wird dabei in den Arm gebissen. Trotz sofortiger Amputation des Armes ist der Blutverlust zu groß und Ken stirbt. Seine Eltern, Tammy und Earl Rose, werden von Maggie über den Tod ihres Sohnes informiert. Diese zeigen sich zutiefst bestürzt über die Tatsache, dass ihr Sohn nur wegen der Beschaffung einiger in ihren Augen entbehrlicher Utensilien zu Tode kam. Maggie verspricht ihnen ein ordentliches Begräbnis, doch die wütenden Eltern wollen ihre Anführerin nicht dabei haben. Bei der Beerdigung ergreift schließlich auch Gregory das Wort und äußert sich voller Pathos über das angeblich wichtige Mitglied der Gemeinschaft, das nun von ihnen gegangen wäre. Im Anschluss sucht er den trockenen Alkoholiker Earl in dessen Haus auf und bringt ihn dazu, mit ihm Whiskey zu trinken und sich gegen die „Verräterin“ Maggie zu verschwören. Rick, Daryl und Michonne begleiten den Transport von Ausrüstung nach Sanctuary. Dort entdeckt Daryl ein Graffito, welches Negan die Treue schwört. Dies veranlasst ihn zu einem Gespräch mit Rick, in dem er äußert, die Saviors nicht mehr anführen zu wollen und sich zurückzusehnen nach den Zeiten, als er noch Teil einer kleinen Gruppe war, in der jeder jedem vertrauen konnte. Carol bietet ihm anschließend an, seine Position einzunehmen, um etwas Abstand von Ezekiel zu gewinnen, den sie in Verdacht hat, ihr einen Heiratsantrag machen zu wollen. Michonne rät Rick, sich einen Kodex zur Wahrung des Friedens zwischen den Kommunen zu überlegen. Als Maggie mit Hershel einen Abendspaziergang macht, wird sie von Gregory darüber informiert, jemand hätte Glenns Grab geschändet. Dort angekommen, wird Maggie von einer Gestalt mit Kapuze angegriffen und mit einem Messer verletzt. Bei dem Versuch, den Angreifer abzuwehren, nimmt auch die hinzugeilte Enid Schaden. Schließlich wird Earl enttarnt, woraufhin Maggie Gregory aufsucht und ihn zur Rede stellt. Gregory greift sie mit einem Messer an, wird aber von ihr bezwungen. Am nächsten Tag stimmt Maggie gegenüber Rick zu, Nahrungsmittel nach Sanctuary zu liefern, jedoch nur unter der Bedingung, dass die Saviors Arbeitskräfte zur Reparatur der beschädigten Brücke stellen. Später wird Earl in eine Zelle gesteckt und Gregory unter Entsetzen der Beistehenden erhängt. |           |                            |                  |                      |                                       |                          |                                                  |                 |                  |
| 117 | 2         | Die Brücke                 | The Bridge       | 14. Okt. 2018        | 15. Okt. 2018                         | Daisy von Scherler Mayer | David Leslie Johnson-McGoldrick                  | 4,95 Mio.       | –                |
| Rick erzählt einem Unbekannten, was in den letzten Wochen passiert ist. So bestünden Pläne, eine Straßensperre zu sprengen und so mithilfe von Sirenen eine Horde Walker wegzulocken. In der Nähe der Brücke hat er ein Camp im Wald erbaut. Rick schickt Siddiq zurück nach Alexandria, nachdem dieser Enid scheinbar ausreichend in medizinischer Versorgung geschult hat. Carol und Ezekiel unterhalten sich über die Gefahr, die dem König im Museum drohte und dieser macht Carol einen Antrag inklusive Ring, dessen Beantwortung diese jedoch aufschiebt. Anne (Jadis) und Gabriel bandeln im Camp miteinander an. Henry, den Carol und Ezekiel unter ihre Fittiche genommen haben, teilt an der Brücke Wasser an die Arbeiter aus. Ein Savior, Justin, will jedoch mehr als die ihm zustehende Ration und schubst den Jungen weg. Daryl schlichtet und weist Rick auf die Problematik hin, dass Wasser und Nahrung knapp sind, die Brücke jedoch trotzdem rasch repariert werden soll. Später werden die Sprengsätze gezündet und Jerry wird per Funk instruiert, seine Sirene losgehen zu lassen. Justins Sirene aber bleibt trotz mehrfacher Aufforderung still und so bewegt sich die Horde auf eine Gruppe Überlebender zu, die gerade dabei ist, Baumstämme von einem großen Holzhaufen zu hieven. Dadurch, dass ein Savior das Sicherungsseil loslässt, wird Aarons linker Arm unter einem Stamm zerquetscht. Rick und Daryl retten den schwer verletzten Kameraden und bringen ihn ins Waldcamp. Dort schafft es Enid, den Arm zu amputieren und Aaron zu stabilisieren, doch Rick fühlt sich schuldig. Er stellt Justin zur Rede, der behauptet, sein Funkgerät wäre leer gewesen. Daryl weist darauf hin, dass es sich um solarbetriebene Geräte handelt, doch Justin zieht von dannen. Michonne sucht Maggie in Hilltop wegen einer Ethanollieferung der Saviors auf, welche gegen Nahrungsmittel hätte getauscht werden sollen, jedoch nie ankam. Maggie soll die Nahrungsmittel vorschießen, bis Ersatz kommt, jedoch verweist diese auf den leeren Tank des Traktors und Earl, den Schmied. Dieser sitzt in der Zelle und kann den auf dem Transport vom Museum zerstörten Pflug, der den Traktor temporär ersetzen könnte, nicht reparieren. Sie gewährt aber Tammy ein Gespräch mit ihrem Mann unter ihrer Aufsicht. Nachdem sie die Geschichte um Earls Abstinenz und den Whiskey, den Gregory ihm gab, gehört hat, lässt sie ihn auf Bewährung frei, verspricht Michonne die Nahrungsmittel im Tausch gegen eine Ersatzlieferung Ethanol und einigt sich auch mit ihr darauf, einen gemeinsamen Verhaltenskodex zu erarbeiten. Rick unterhält sich wieder mit dem Unbekannten, der sich schließlich als Negan entpuppt. Dieser geht immer noch davon aus, Rick würde die Welt um ihn herum nur wieder in Gang setzen, um sie ihm schließlich besser als vorher präsentieren zu können. Anne schiebt auf einem Kran stehend Nachtwache und erblickt am Himmel in der Ferne einen Helikopter, der sie zu beunruhigen scheint. Justin läuft allein in Richtung Sanctuary, als er im Gebüsch jemanden zu sehen scheint, den er kennt. Doch der Unbekannte schlägt ihn nieder. |           |                            |                  |                      |                                       |                          |                                                  |                 |                  |
| 118 | 3         | Keine Ausnahmen            | Warning Signs    | 21. Okt. 2018        | 22. Okt. 2018                         | Dan Liu                  | Corey Reed                                       | 5,04 Mio.       | –                |
| Maggie fährt mit einem Beschützer aus Hilltop mit dem Planwagen in Richtung Sanctuary, um wie versprochen die Nahrungsmittel abzuliefern. Auf dem Weg wird sie von einer Gruppe Saviors gestoppt, die, statt an der Brücke zu arbeiten, nach Justin suchen. Als einer der Männer, Jed, eine Tomate vom Wagen stiehlt und beginnt, sie wie Negan „die Witwe“ zu nennen, schreiten die zwei ehemaligen Lieutenants Arat und Laura ein. Doch plötzlich kommt der zombifizierte Justin aus dem Wald gewankt und wird zur Strecke gebracht. Schnell wird klar, dass dieser durch Menschenhand starb. Als sich die Nachricht von Justins Tod im Camp verbreitet, kippt die Stimmung und die Saviors wollen sich gegen Ricks Leute stellen, werden aber von diesem kurz vor der Eskalation gestoppt. Während Justins Freunde die „Schrottplatzlady“ Anne beschuldigen, fragt Rick Daryl, ob er sich zur Sache äußern könnte, was dieser gekränkt verneint. Gabriel, der den Großteil der Nacht mit Anne zusammen Wache geschoben hat, konfrontiert diese, doch Anne erwähnt den Hubschrauber nicht. Rick lässt mehrere Trupps die Gegend durchstreifen, um mögliche Anhaltspunkte zu finden, die Justins Mörder entlarven könnten. Ein Trupp besteht aus Maggie und Cyndie, einer der jungen Frauen aus Oceanside. Diese kommen zu einem Haus, das sowohl innen als auch außen von Walkern befallen ist. Cyndie weist darauf hin, dass einige der Bewohner von Oceanside dort noch vor Gründung der Kommune Zuflucht gesucht hatten. Simon und einige Saviors hätten sie dort aufgesucht und alle Männer getötet. Als Cyndie plötzlich von einem Walker angefallen wird, eilen die anderen Trupps zu Hilfe, bis auf den von Arat aus Sanctuary und Beatrice aus Oceanside. Unweit des Hauses finden sie Beatrice auf, die niedergeschlagen worden war, Arat ist verschwunden. Rick stellt erneut Suchtrupps zusammen, diesmal jedoch ohne Beteiligung der Saviors. Er und Carol treffen auf eine Gruppe Saviors um Jed, der sich plötzlich Carol schnappt und ihr ein Messer an die Kehle hält. Er fordert Rick um die Herausgabe seiner Waffe, damit sie unbehelligt nach Sanctuary zurückkehren könnten. Carol kann sich durchsetzen und sticht Jed in die Schulter. Rick lässt ihn nicht im Stich und bietet ihm zurück im Camp ärztliche Versorgung an. Daryl und Maggie finden derweil mehrere getötete Walker, von denen einer durch einen Harpunenschuss niedergestreckt wurde. Unweit der Fundstelle treffen sie auf Cyndie, Beatrice und andere Oceanside-Frauen, die Arat auf die Knie gezwungen haben. Sie erzählen von den Morden an ihren Männern, Vätern und Brüdern, bei denen neben Simon auch Arat anwesend war. Diese hätte persönlich darauf hingewiesen, dass „keine Ausnahmen“ gemacht werden dürften. Des Weiteren verweist die junge Frau auf Gregorys Hinrichtung. Maggie und Daryl gehen zerknirscht und Arat wird hingerichtet. Anne kehrt auf ihren Schrottplatz zurück, wo sie sich per Funk an einen Unbekannten wendet und einen Helikopter anfordert. Der Unbekannte verspricht ihr einen, jedoch nur, wenn sie ein „A“ oder ein „B“ im Tausch bieten könnte. Gabriel, der ihr gefolgt ist, zeigt sich und stellt sie zur Rede. Er verdächtigt sie, bereits in der Vergangenheit Leute gegen Ausrüstung und andere Vorteile eingetauscht zu haben. Anne verspricht Gabriel, sie könnten zusammen ein besseres Leben haben und sich von Rick und den anderen trennen. Doch der Priester will Anne verraten und wird daraufhin von seiner vermeintlichen Freundin niedergeschlagen, nachdem sie ihm mitgeteilt hat, dass er ein „A“ sein könnte, das sie braucht. Am nächsten Tag verlassen die Saviors das Camp im Wald und kehren nach Sanctuary zurück. Maggie und Daryl unterhalten sich darüber, dass Ricks Weg der falsche ist und sie nun ihren eigenen durchsetzen müssten. Und der bedeute unter anderem, Negan aufzusuchen. |           |                            |                  |                      |                                       |                          |                                                  |                 |                  |
| 119 | 4         | Hungerstreik               | The Obliged      | 28. Okt. 2018        | 29. Okt. 2018                         | Rosemary Rodriguez       | Geraldine Inoa                                   | 5,10 Mio.       | –                |
| Michonne, die während Ricks Abwesenheit Alexandria anführt, arbeitet bei Tag ihre Pläne für einen Kodex aus und zieht Judith groß. Bei Nacht liegt sie meistens wach und tötet in der Wildnis Walker mit ihrem Schwert. Dabei ist sie einmal kurz abgelenkt, als sie einen an einem Baum aufgeknüpften, sich windenden Walker erblickt und wird von einem zweiten angegriffen. Den Angriff kann sie nur knapp mit einem am Boden gefundenen Baseballschläger abwehren. Dies erinnert sie an Negan, den sie in dessen Zelle aufsucht. Der befindet sich in einem Hungerstreik und will sich mit ihr unterhalten. Er versucht ihr näher zu kommen, indem er eine vermeintliche Verbindung herstellt. Er hätte seine Frau Lucille verloren, Michonne ihren Sohn Andre. Doch das beeindruckt die Frau nur wenig und auf die Frage, wo sich sein Baseballschläger befände, entgegnet Michonne nur „irgendwo da draußen“. Gabriel findet sich gefesselt auf dem Schrottplatz einem armlosen Walker gegenüber, der bedrohlich nah über ihm an einer Sackkarre festgeschnallt ist. Er entschuldigt sich verzweifelt bei Anne für seine Fehler und diese entfernt den Walker schließlich, anschließend betäubt sie Gabriel mit Chloroform. Als der Priester wieder erwacht, ist die Frau weg und lässt ihn auf einem hinterlassenen Zettel wissen, dass sie „schnell allein fort musste“. Daryl und Maggie wollen Negan töten und Maggie begibt sich nach Alexandria. Jesus, der ihr vorher noch ihr Vorhaben ausreden wollte, kann Rick über Maggies Plan informieren. Dieser blickt mit Sorge auf die halb fertige Brücke, die von den tosenden Wassermassen bald wieder zerstört werden könnte. Zu allem Überfluss sollen sich laut Eugene auch zwei große Horden Walker in der Gegend herumtreiben. Als Rick Jesus’ Nachricht erhält, bittet er eine Wache Alexandrias per Funk um Hilfe, Maggie nicht ohne Begleitung in der Siedlung herumlaufen zu lassen. Doch die junge Frau, die ursprünglich aus Oceanside stammt, steht auf Maggies Seite und gibt die Anweisung nicht weiter. Rick will sich trotz allem selbst auf den Weg nach Hause machen und wird spontan von Daryl auf dessen Motorrad mitgenommen. Als Daryl absichtlich eine falsche Abzweigung nimmt, fordert Rick ihn auf, sofort anzuhalten. Die beiden geraten in Streit und rollen miteinander ringend in ein tiefes Erdloch abseits des Weges. Nach gegenseitigen Schuldzuweisungen schließen sie dem eigenen Überleben willen Frieden und versuchen, aus dem Loch zu kommen. Währenddessen trifft eine Gruppe Saviors, die von Jed angeführt wird, im Waldcamp ein und besitzt mittlerweile ein paar Waffen. Sie wissen um den Mord an Arat und verlangen die Herausgabe aller Waffen. Jed bedroht Carol mit einer Pistole, die ihrerseits eine auf den Mann richtet. Als sie ihm schließlich Platz machen will, verpasst sie einen Tritt und durch den Schock geht ein Schuss aus Jeds Pistole los, der ein Feuergefecht provoziert. Dies lockt diverse Walker an, ebenso am Erdloch, das sich nicht weit vom Camp befindet. So werden Daryl und Rick von in das Loch fallenden Zombies bei ihrem schwierigen Aufstieg mithilfe von Wurzeln massiv behindert. Rick schafft es schließlich nach oben und zieht seinen Freund ebenfalls rauf, bevor dieser von den Walkern nach unten gezogen werden kann. Zu der kleinen Gruppe Walker hat sich mittlerweile der Rest einer der Horden gesellt und Rick will sie, auf einem aus dem Camp geflohenen Pferd reitend, weglocken. Daryls Plan, sie auf die Brücke zu lotsen und diese so zum Einsturz zu bringen, verweigert er. Daryl fährt zum Camp und Rick reitet, die Horde hinter sich. An einem Engpass kreuzt auf einmal die zweite Horde seinen Weg. Sein Pferd scheut und wirft ihn ab. Rick merkt zuerst nur, dass er bewegungsunfähig ist, doch dann erblickt er, in welcher Lage er sich befindet. Er liegt auf einem Haufen Geröll, eine daraus herausragende Metallstange hat sich tief in seinen Bauch gebohrt. |           |                            |                  |                      |                                       |                          |                                                  |                 |                  |
| 120 | 5         | Wach auf                   | What Comes After | 4. Nov. 2018         | 5. Nov. 2018                          | Greg Nicotero            | Matthew Negrete & Scott M. Gimple                | 5,41 Mio.       | –                |
| Rick kann sich mithilfe seines Gürtels, an dem er sich hochzieht, befreien. Schwer verwundet besteigt er sein Pferd und reitet langsam los, die mittlerweile zu einer gewordenen Horden hinter sich herwankend. Er findet Zuflucht in einer verlassenen Hütte, wo er sich einen provisorischen Druckverband anlegen kann, muss jedoch erneut vor Walkern fliehen. In der Hütte und anschließend auf dem Rücken des Pferdes kämpft er gegen den stetigen Blutverlust an und wird auch mehrere Male ohnmächtig. In seinem Fieberwahn begegnet er seinem alten Freund Shane, mit dem er in einem Streifenwagen sitzt und das Unfallfahrzeug, das Teil ihres letzten gemeinsamen Einsatzes war, betrachtet. In einem anderen Traum begegnet er Hershel in einer Scheune, draußen ist es friedlich und die Sonne scheint. In einer dritten Vision trifft er Sasha inmitten eines Meeres aus Leichen. Seine drei Weggefährten sollen ihm helfen, seine verlorene Familie zu finden, doch sie beruhigen ihn und drängen ihn, aufzuwachen. Anne befindet sich auf dem Weg zu einem Treffpunkt mit dem mysteriösen Helikopter, als ihr Wagen den Geist aufgibt. Sie verspricht ihrem Verhandlungspartner, sie hätte keine bösen Absichten und ein „A“ für ihn. Maggie trifft in Alexandria ein, wird aber vor Negans Kerker bereits von Michonne erwartet. Diese will ihre Freundin davon abhalten Negan zu töten, doch schließlich schafft es die Witwe, Michonne von ihrem Vorhaben zu überzeugen und bekommt den Schlüssel ausgehändigt. Negan verspottet Maggie und erzählt ihr, wie lebendig er sich gefühlt habe bei all den Morden, besonders, als er Glenns Schädel zertrümmerte. Die fest entschlossene Frau zerrt Negan aus der Zelle, um ihm ins Gesicht zu sehen. Doch sie erblickt nicht Negan, sie erblickt nur einen gebrochenen Mann. Seine Haut ist fahl, seine Haare grau und größtenteils ausgefallen, er ist mager und krümmt sich auf dem Boden. Er fleht Maggie an, ihn zu töten, damit er mit seiner Frau vereint sein könnte, er würde es nicht selbst schaffen. Maggie erkennt Ricks Hintergedanken und bringt Negan, der auch in ihren Augen eine viel schlimmere Strafe als den Tod erleiden muss, zurück in sein Gefängnis. Draußen überbringt ein Bewohner die Nachricht, das Waldcamp wäre überrannt worden. Rick ist mittlerweile im menschenleeren Camp angekommen, ein paar Zombies schleichen durch die zerstörte Zeltstadt. Rick fällt auf den lehmigen Boden und sein Pferd rennt davon. Mit seinem Revolver kann er drei Angreifer abwehren und bewegt sich langsam auf die zur Hälfte reparierte Brücke zu. In einem Wachtraum erscheinen seine Gefährten und er erkennt, dass Michonne seine Familie ist. Kurz bevor ihn die Horde erreichen kann, kommt er wieder zur Besinnung und setzt stark blutend seinen Weg über die Brücke fort. Doch diese bricht nicht unter dem Gewicht der Walker zusammen, die unaufhaltsam näher kommen, als plötzlich ein Armbrustpfeil angeflogen kommt. Daryl, Michonne, Maggie und andere sind zu Ricks Rettung gekommen, können ihn jedoch nur schwer erreichen. Während sich der Großteil der Gruppe aufmacht, die Horde in die Richtung, aus der sie gekommen war, zu locken, stößt ein Zombie eine Kiste voller Dynamit von einem Holzstapel. Rick zielt und bringt den Sprengstoff zur Explosion, was die Brücke völlig zerstört und Dutzende Walker in die Fluten reißt. Michonne, Daryl, Maggie und Carol beobachten die Szene und brechen in Tränen aus, davon überzeugt, soeben Ricks Tod mit angesehen zu haben. Anne wartet an einem Ufer des Flusses, der gerade Walkerkadaver mit sich reißt, auf den sich nähernden Helikopter. Sie hat bereits ihre Waffe gezogen, entschlossen, den Piloten zu töten und das Fluggerät an sich zu reißen. Da entdeckt sie im Uferschlamm den schwer verletzten Rick und berichtet ihrem Verhandlungspartner, sie hätte ein „B“. Trotzdem landet der Hubschrauber schließlich und bringt Anne und Rick, der im Innern versorgt wird, an einen unbekannten Ort. Eine Gruppe, bestehend aus Magna, Connie, Kelly, Yumiko und Luke, wird sechs Jahre später von einer Gruppe Walker eingekesselt. Plötzlich hallen aus einem nahe gelegenen Waldstück Schüsse, strecken zwei Walker nieder und durch die entstandene Bresche fliehen die fünf Überlebenden in den Wald. Dort stellt sich ihre Retterin, ein junges Mädchen mit Sheriffhut, als Judith, Ricks Tochter, vor. |           |                            |                  |                      |                                       |                          |                                                  |                 |                  |
| 121 | 6         | Die Welt dreht sich weiter | Who Are You Now? | 11. Nov. 2018        | 12. Nov. 2018                         | Larry Teng               | Eddie Guzelian                                   | 5,40 Mio.       | –                |
| Zusammen mit Rosita, Eugene und Aaron begleitet Judith die Gruppe nach Alexandria. Die seit dem Verschwinden von Rick neue Anführerin Michonne zeigt sich nicht gerade begeistert über die Neuen und beruft für den nächsten Morgen eine Ratssitzung ein. Während die verletzte Yumiko von Siddiq behandelt wird, müssen sich die Neuen vorstellen und auch all ihre Waffen abgeben. Als Michonne entdeckt, dass eine Hand Magnas auffällig mit einem Tuch verdeckt ist, bringt sie die Frau dazu, es zu entfernen. Zum Vorschein kommt ein Gefängnistattoo, was bei Michonne die Alarmglocken schrillen lässt. Sie entscheidet, dass die Gruppe bleiben dürfe, bis Yumiko wieder auf den Beinen wäre, danach müsste sie jedoch Alexandria wieder verlassen. Judith, die mit der Entscheidung nicht zufrieden ist, erzählt Negan davon, zu dem sie eine sporadische Beziehung durch das Fenster seiner Zelle aufgebaut hat. Ezekiel beschließt, den jugendlichen Henry zum Schmied ausbilden zu lassen und schickt ihn zu diesem Zweck nach Hilltop. Der Junge macht sich mit seiner Adoptivmutter Carol auf einem Pferdekarren auf den Weg. Eine Gruppe Saviors um Jed lauert ihnen auf, als sie in einem Industriegebiet Rast machen, und zwingt sie zur Herausgabe aller Waren auf dem Karren, die eigentlich für Hilltop bestimmt waren. Da sich Jed daran erinnert, dass Carol sein Leben verschonte, lässt er ihnen die Pferde und den Wagen sowie ihre Leben, kassiert aber neben den Nahrungsmitteln auch noch Carols Ehering ein. Henry will seiner Adoptivmutter mithilfe seiner Stockkampfkünste helfen, versagt jedoch. Nachts, als er schläft, kann Carol seine Enttäuschung über ihr Nichthandeln nicht auf sich sitzen lassen und spürt die schlafenden Saviors auf. Sie fesselt sie, holt sich ihren Ring zurück und weckt Jed. Dann entzündet sie ein Streichholz und vorher vergossenes Benzin entzündet sich, so dass die ehemaligen Saviors bei lebendigem Leib verbrennen. Nachdem die Gruppe in Alexandria abgestimmt hat, sich nicht gegen die Bewohner zu wenden, begibt sich Magna, die als Einzige dagegen gestimmt hatte, mit einem versteckten Messer zu Michonnes Haus. Doch drinnen sieht sie die Frau mit ihrem Sohn Rick, jr. und verwirft ihren Plan wieder. An der Tür übergibt sie Michonne das Messer und geht. Judith erzählt ihrer Adoptivmutter, dass sie langsam vergesse, wie die Stimmen Carls und Ricks klängen und sie fragt Michonne, warum die Gruppe nicht bleiben könne. Am nächsten Tag will die Gruppe um Magna aufbrechen, wird jedoch von Michonne gestoppt und zusammen mit Siddiq auf die Reise nach Hilltop geschickt, wo ihre Chancen auf Duldung größer wären. Carol und Henry setzen ihre Reise fort. Als sie von einem befestigten Weg abfahren, entdeckt Henry schweigend den Ring an Carols Finger und gleich darauf treffen sie auf Daryl. Dieser scheint mittlerweile allein zu leben, nimmt aber das Angebot an, auf dem Wagen mitzufahren. Rosita und Eugene reiten zu einem Wasserturm, um dort Funkempfänger für Gabriel, mit dem Rosita mittlerweile liiert ist, anzubringen. Als sich eine Gruppe Walker nähert, muss Eugene wieder vom Turm klettern, verletzt sich jedoch am Knie, als er mehrere Meter nach unten springen muss, nachdem ein Stück der Leiter abgestürzt ist. Da die Pferde vor Angst geflohen sind, muss sich Rosita zu Fuß mit dem humpelnden Eugene fortbewegen. In einem Waldstück will Eugene ihr ein Geständnis machen, doch die Frau zieht ihren Freund weiter und sie landen schließlich in einem Matschloch. Dort legen sie sich hin, reiben sich mit Schlamm ein und werden so von den vorbeiwankenden Walkern nicht aufgespürt. Mit Entsetzen hören sie plötzlich leises Gewisper aus den Reihen der Walker. Jemand verkündet, die beiden müssten unbedingt gefunden werden. |           |                            |                  |                      |                                       |                          |                                                  |                 |                  |
| 122 | 7         | Stradivarius               | Stradivarius     | 18. Nov. 2018        | 19. Nov. 2018                         | Michael Cudlitz          | Vivian Tse                                       | 4,79 Mio.       | –                |
| Rosita wurde von Eugene getrennt und hört überall das unheimliche Geflüster. Schließlich bricht sie aufgrund von Dehydrierung ohnmächtig zusammen. Hilltop wird mittlerweile von Jesus angeführt, nachdem sich Maggie laut Tara zusammen mit ihrem Sohn der unbekannten Gruppe von Georgie anschloss. Trotz allem fühlt sich der gewählte Anführer Jesus nicht wohl in der Rolle und geht davon aus, dass Maggie bald zurückkehrt. Außerhalb der Siedlung trifft er sich mit Aaron zum Nahkampftraining und bespricht mit ihm, wie sich Alexandria und Hilltop wieder einander annähern könnten. Eine in der Nähe gezündete Leuchtrakete lässt sie die Gespräche aber abbrechen. In einem Waldstück finden die Männer Rosita und bringen sie zurück in die Siedlung, von Eugene fehlt jede Spur. Michonne, die nun doch mit dabei ist, Siddiq und DJ kommen mittlerweile mit der Gruppe um Magna an deren ehemaligem Camp an. Luke, vor der Apokalypse Musiklehrer, nimmt einige Flöten an sich, Magna ein Kleidungsstück eines Mannes, dem sie nahezustehen scheint. Michonne möchte zurück nach Hause, doch die Gruppe kann sie überzeugen, nicht zu gehen, um ihnen dabei zu helfen, Maggie zu überzeugen. Da es bereits dämmert, finden sie Zuflucht in einem verlassenen Fabrikgebäude. Während alle anderen schlafen, wird Michonne von Geräuschen geweckt und geht nachsehen. Sie entdeckt Luke, der im Müll wühlt, zieht ihr Katana und fordert ihn auf, fallen zu lassen, was auch immer er in der Hand halte. Als sich Luke umdreht, saust das Schwert durch die Luft und zerstört eine Violine Stradivaris, die er bereits vor einiger Zeit geborgen hatte. In einem anschließenden Gespräch erklärt sich Luke damit, dass er davon überzeugt wäre, die Kunst, wozu auch die Musik gehöre, wäre das, was den Menschen vom Tier unterscheide. Mithilfe der Erhaltung der Kunst ließen sich die Menschheit am Leben erhalten und die Walker besiegen. Am nächsten Morgen will die Gruppe aufbrechen, jedoch ist das Fabrikgelände mittlerweile von Walkern heimgesucht worden. Mit vereinten Kräften können alle unbeschadet fliehen, jedoch ist unter den getöteten Zombies auch Bernie, ein Freund Magnas. In der Nähe von Hilltop begegnen sie zwei Reitern, die gerade von dort kommen und die Nachricht über Rositas Verbleib überbringen wollen. Siddiq gesteht Michonne, bereits vor der Abreise gewusst zu haben, dass Maggie seit längerem nicht mehr in Hilltop ist. Die gehörlose Connie meint währenddessen, etwas im Wald gesehen zu haben, entscheidet sich dann aber doch um, ohne zu wissen, dass sie wirklich jemand beobachtet. Daryl nimmt Carol und ihren Ziehsohn mit in sein Camp, wo schon sein Hund namens Hund wartet. Carol macht sich Sorgen um Daryl, der ihrer Ansicht nach in der Wildnis zu wenig isst. Auch Henry klärt ihn später darüber auf, dass er nach wie vor ein sehr wichtiger Freund Carols wäre und diese seine Gegenwart vermisse. In der Nacht begibt sich Daryl gemeinsam mit Hund in ein angrenzendes Waldstück, um seine Fallen auf gefangene Tiere zu untersuchen. Plötzlich verheddert sich Hund in einer der Fallen und einige Walker kommen näher. Der aufgewachte Henry rettet Daryl, der beim Befreien des Tiers in Bedrängnis gerät, mithilfe seines Kampfstocks. Am nächsten Tag treffen die drei mitsamt Hund in Hilltop ein und erfahren von der wieder erwachten Rosita, dass sie Eugene verloren hätte und sie beide in Kontakt mit sich seltsam verhaltenden Walkern gekommen wären. Daryl, Aaron und Jesus machen sich auf, ihren Freund zu finden. |           |                            |                  |                      |                                       |                          |                                                  |                 |                  |
| 123 | 8         | Geflüster                  | Evolution        | 25. Nov. 2018        | 26. Nov. 2018                         | Michael E. Satrazemis    | David Leslie Johnson-McGoldrick                  | 5,09 Mio.       | –                |
| Daryl, Jesus und Aaron verfolgen Eugenes Spur. Auf einem Feld nähert sich langsam eine Walker-Kolonne, die sich seltsam geordnet fortbewegt. Die drei Männer umlaufen die Zombies weitläufig, ohne zu bemerken, dass auch sie beobachtet werden. Nur widerwillig wird der Reisetross um Michonne und Magna in Hilltop eingelassen. Alte Freunde wie Carol oder Tara heißen Michonne willkommen, zeigen sich aber nach wie vor distanziert. Tara, die während Jesus’ Abwesenheit das Kommando hat, verweist auf diesen bezüglich der Entscheidung über die Aufnahme von Magnas Truppe, Michonne und Carol unterhalten sich über einen geplanten Jahrmarkt, an dem alle Siedlungen teilnehmen sollen. Henry beginnt seine Ausbildung zum Schmied bei Earl und entdeckt sichtlich irritiert, dass die mittlerweile zu einer Frau herangereifte Ärztin Enid scheinbar mit Alden, einem ehemaligen Savior, zusammen ist. Frustriert nimmt er die Einladung einiger anderer Jugendlicher an, mit ihnen in einer Hütte außerhalb Hilltops zu feiern. Die Jugendlichen trinken Moonshine und begeben sich dann zu einem abgedeckten Erdloch. Darin haben die Jungen einen Walker gefangen, den sie von Zeit zu Zeit als Wurfziel missbrauchen. Henry springt in das Erdloch und tötet den Walker, daraufhin verschwinden die anderen und er bleibt allein im Loch zurück. Vor den Toren der Siedlung greifen Tara und Earl den betrunkenen Jungen auf und stecken ihn in eine Arrestzelle. Henry will gegenüber Earl nicht zugeben, was er getan hat und mit wem, verspricht aber, sich ab sofort zu benehmen und seine Eltern stolz machen zu wollen. Earl hat Nachsicht mit dem Jungen, als er an seine eigene Vergangenheit als Alkoholiker denkt. In Alexandria versucht Gabriel, Negan mithilfe einer Klangschalentherapie entspannen zu lassen. Doch Negan macht sich über den Priester lustig und dieser zeigt sich erbost darüber, auch, weil er gezwungen ist, sich mit ihm zu beschäftigen, anstatt sich um seine Freundin Rosita zu kümmern. Als die zwei Reiter aus Hilltop die Botschaft von Eugenes Verschwinden verkünden, verlässt Gabriel das Verlies. Rosita warnt Tara und Michonne vor den sich seltsam verhaltenden Walkern und dass Daryl, Aaron und Jesus in großer Gefahr schweben würden. In einer Scheune in der Nähe von Rositas Fundort spüren die drei Männer ihren Freund Eugene auf. Mit dem verletzten Eugene kommen sie nur schleppend voran und schließlich trennen sie sich, um ihre Spuren zu zerstreuen. Daryl, der nun wieder allein mit Hund ist, versucht, die Horde mithilfe von Feuerwerkskörpern abzulenken, doch die Untoten verfolgen nach wie vor die Spur der anderen drei. Negans Tennisball, den er immer wieder gegen die Wand seines Gefängnisses prallen lässt, rollt durch die Gitterstäbe. Da fällt ihm auf, dass die Zellentür nicht richtig verschlossen ist. Mit einem hämischen Grinsen im Gesicht verlässt Negan als freier Mann die Zelle. Im dichten Nebel sehen sich Aaron, Jesus und Eugene schließlich der Walkerhorde auf einem Friedhof gegenüber. Das Eingangstor lässt sich nicht öffnen, da eine große Menge Erde den Bewegungsradius einschränkt. Mit ihren Stichwaffen können die Männer große Teile der Zombies eliminieren und dann mithilfe der schließlich eingetroffenen Tara, Magna und Michonne auch das Tor freigraben. Jesus will als Letzter den Friedhof verlassen und hat vermeintlich nur noch einen der Walker vor sich. Doch dieser weicht plötzlich aus und sticht dem Hilltop-Anführer in den Rücken. Dann wird er selber durch einen Pfeil aus Daryls Armbrust niedergestreckt. Bei der Untersuchung des Leichnams findet Daryl heraus, dass es sich bei dem Angreifer um einen Menschen handelt, der eine Walker-Maske getragen hatte und der sich scheinbar unerkannt unter den Untoten bewegen konnte. Ein weiterer Teil der Horde kommt näher und aus ihren Reihen sind Drohungen zu hören, die allen Überlebenden ihren sicheren Tod prophezeien. |           |                            |                  |                      |                                       |                          |                                                  |                 |                  |
| 124 | 9         | Home Sweet Home            | Adaptation       | 10. Feb. 2019        | 11. Feb. 2019                         | Greg Nicotero            | Corey Reed                                       | 5,16 Mio.       | –                |
| Daryl, Michonne und die anderen können vom Friedhof fliehen und Jesus’ Leiche bergen. Auf dem Weg zurück werden sie von einigen Walkern verfolgt, darunter auch drei Whisperer. Zwei davon können ausgeschaltet werden, der dritte, ein Teenagermädchen, ergibt sich und wird gefangen genommen. Unterdessen will Tara nach ihnen suchen lassen und Luke sowie Alden erklären sich bereit, zu gehen. Die Gruppen verpassen sich und die Rückkehrer treffen mitsamt der Gefangenen in Hilltop ein. Dort wird das Mädchen in einen zum Verlies umfunktionierten Keller verbracht, in der anderen Zelle sitzt immer noch Henry. Die beiden Zelleninsassen beginnen nach einiger Zeit, sich zu unterhalten, während Daryl von außen heimlich zuhört. Er erhofft sich so Informationen über die verbliebenen Whisperer, doch laut eigener Aussage wäre das Mädchen die einzige Überlebende. Während Eugenes verletztes Bein behandelt wird, startet er einen neuen Versuch, Rosita seine Gefühle zu offenbaren. Doch dieser wird plötzlich schlecht und sie rennt aus der Krankenstation. Draußen konfrontiert sie ihr Freund Siddiq, gegenüber dem Rosita den Verdacht äußert, von ihm schwanger zu sein – Eugene bekommt das Gespräch mit. Die Siedlung trauert um Jesus, für den extra ein Sarg gezimmert wurde. Daryl stürmt daraufhin wütend in das Verlies und setzt die Gefangene aggressiv unter Druck. Diese verrät, dass ihre Mutter und noch einige andere Gruppenmitglieder immer noch in der Umgebung ihr Unwesen treiben. Als Daryl wieder draußen ist, hört er, wie sich das Mädchen Henry als Lydia vorstellt. Negan streift währenddessen nachts unbehelligt durch Alexandria und entwendet aus Michonnes Haus einen Kompass, der Judith gehört. Im Morgengrauen will er über die Schutzmauer klettern, wird jedoch plötzlich von Judith gestellt, die ihren Revolver auf ihn richtet. Sie erklärt ihm, dass es außerhalb der Mauern nichts gäbe, was für ihn von Relevanz wäre. Negan verspricht, niemanden mehr zu töten und kann Judith schließlich überreden, ihn ziehen zu lassen. Diese schwört ihm, bei ihrer nächsten Begegnung auf ihn zu schießen. Den Kompass solle er behalten, um immer den rechten Weg zu finden. Im Sanctuary angekommen, treiben sich im zerstörten Bandenlager nur noch vereinzelte Walker herum. Negan versucht, die Atmosphäre der alten Wirkungsstätte in sich aufzusaugen, doch nichts ist mehr, wie es einmal war. Selbst das Töten der Untoten bereitet ihm nach den Jahren der Gefangenschaft keinen Spaß mehr, zumal er sich dabei nicht einmal mehr seiner Lucille bedienen kann. Frustriert fährt er mit einem noch in der alten Fabrikhalle befindlichen Motorrad davon. Auf einer Landstraße fällt plötzlich ein Schuss und er stürzt. Vor ihm steht Judith, die ihn an ihre Drohung erinnert. Negan resigniert und bricht mit dem Mädchen in Richtung Alexandria auf. Alden und Luke spüren mehrere Pfeile, offenbar aus Yumikos Armbrust, auf, die in Bäumen stecken. Im dichten Wald stehen sie auf einmal einer Gruppe Whisperer gegenüber, welche die Pfeile platziert hatten. Ihre Anführerin tritt vor und richtet eine abgesägte Schrotflinte auf die Männer. |           |                            |                  |                      |                                       |                          |                                                  |                 |                  |
| 125 | 10        | Lydia                      | Omega            | 17. Feb. 2019        | 18. Feb. 2019                         | David Boyd               | Channing Powell                                  | 4,54 Mio.       | –                |
| Lydia, die mittlerweile etwas Vertrauen zu Henry gefasst hat, erzählt diesem ihre Geschichte. Als etwa fünf- bis sechsjähriges Mädchen befand sie sich mit ihren Eltern in einem zum Schutzraum umfunktionierten Keller in Baltimore, nachdem die Seuche ausgebrochen war. Bereits nach etwa einem Monat hatte sich ein Lagerkoller eingestellt und ein Bewohner wollte in Panik aus dem Keller fliehen. Lydias Mutter hielt den Mann davon ab und während sie ihn am Boden fixierte, verstarb er allem Anschein nach an Herzversagen. Zwischen den Eltern entwickelten sich zunehmend Spannungen und die kleine Lydia bekam immer öfter den Jähzorn ihres pessimistischen Vaters zu spüren. Als sie später nachts die immer noch im Schutzraum befindliche Leiche begutachten wollte, erwachte diese plötzlich als Walker und biss ihren zu Hilfe geeilten Vater. Daryl hat erneut zugehört und befreit Henry aus dem Gefängnis. Dieser hatte Lydia im Anschluss an ihre Geschichte von seinen Zieheltern und dem Kingdom erzählt, was Daryl sauer aufstieß. In einem anschließenden Gespräch erfährt Daryl, dass Lydias Mutter auf der Suche nach ihr sein könnte. Als er dem Mädchen Wasser in die Zelle reichen will, versucht dieses, ihm die Schöpfkelle zu entreißen. Dabei entdeckt Daryl Wundmale auf Lydias Arm, die ihn auf schweren körperlichen Missbrauch schließen lassen. Daryl, der an seinen eigenen brutalen Vater zurückdenkt, einigt sich mit Henry darauf, der Gefangenen zu helfen, jedoch trotzdem weiterhin so viele Informationen wie möglich zu erlangen. Henry versucht es mit einer neuen Idee und nimmt das Mädchen mit nach draußen, jedoch müssen sie sich rasch verstecken, um unentdeckt zu bleiben. Auf dem Boden liegend verspeist Lydia einen Wurm, den sie aus der Erde gezogen hat und bietet ihrem neuen Bekannten ebenfalls einen an, den dieser schnell herunterschluckt. Während der Junge ihr anschließend den Rücken zuwendet, ergreift das Mädchen langsam einen Hammer, bereit, Henry niederzuschlagen. Ein durch Babygeschrei ausgelöster Flashback bringt sie zur Raison und Lydia fordert Henry unter Schmerzen auf, sie zurück in ihre Zelle zu bringen. Dort bittet sie diesen, bei ihr zu bleiben und beide verbringen die Nacht Händchen haltend miteinander, wobei Henry außerhalb der Zelle auf dem Boden liegt. Daryl erscheint am nächsten Morgen und kann der Gefangenen ihre wahre Geschichte entlocken, da sie zugibt, die vorherigen Geschehnisse in abgewandelter Form wiedergegeben zu haben, so wie sie sie von ihrer Mutter hatte eingebläut bekommen, welche ihr die Schuld für den Tod ihres Vaters gab. So war es in Wirklichkeit der Vater, der zusehends ängstlicher geworden war, wohingegen ihre Mutter aus dem Tod des Bunkerbewohners scheinbar Kraft geschöpft hatte. Mittlerweile mit kurz geschorenen Haaren fasste Lydias Mutter den Plan, den Schutzraum zu verlassen, nachdem der auferstandene Kadaver einen weiteren Bewohner angegriffen und eine Massenpanik ausgelöst hatte. Jedoch wollte Lydias Vater mit ihr in vermeintlicher Sicherheit verbleiben. Im Schutz der Hysterie ermordete Lydias Mutter ihren schwach gewordenen Mann schließlich mit einem Messer. Draußen erwähnt Henry seine Ziehmutter Carol, welche sich ebenfalls damals die Haare kurz geschoren hatte, um ihrem brutalen Ehemann zu entgehen, der sie regelmäßig in seiner Wut an den Haaren zog. Tara, Yumiko, Magna, Connie und Kelly suchen nun ihrerseits nach Luke und Alden. Doch die Gruppe entdeckt lediglich einige Walker, welche an den Pferden der Männer genagt hatten. Connie identifiziert die tödlichen Verletzungen der Pferde als durch menschliche Hand zugefügte Wunden. Tara zieht die Gruppe ab, um in Sicherheit vor den möglicherweise nahenden Whisperern einen Plan zu schmieden. Doch nachts schleichen sich die vier Frauen erneut nach draußen, um ihren Freund Luke endlich aufzuspüren. Nach einiger Zeit brechen aber auch sie der Unsicherheit im Dunkeln wegen ab, wobei Yumiko und ihre Partnerin zurück nach Hilltop gehen, Connie und Kelly jedoch weiter nach Luke suchen wollen. Im Morgengrauen erreichen Magna und Yumiko ihr neues Zuhause und werden bereits von Tara erwartet, die sich verständnisvoll, aber auch enttäuscht zeigt. Wenig später tauchen auch Connie und Kelly auf, die von einigen von Taras Spähern aufgespürt worden waren. Connie, die etwas zurückbleibt, muss sich in ein angrenzendes Maisfeld schlagen, um nicht von der Gruppe Whisperer entdeckt zu werden, welche sich der Siedlung nähert. Mit lauter Stimme fordert deren Anführerin, Alpha, gegenüber der neuen Anführerin Hilltops, Tara, die Herausgabe ihrer Tochter Lydia. |           |                            |                  |                      |                                       |                          |                                                  |                 |                  |
| 126 | 11        | Damit leben                | Bounty           | 24. Feb. 2019        | 25. Feb. 2019                         | Meera Mennon             | Matthew Negrete                                  | 4,39 Mio.       | –                |
| In einer Rückblende treffen sich Ezekiel, Carol und Jerry sowie Jesus und Tara zum Austausch einiger Handelsgüter. Außerdem übergeben die Hilltop-Bewohner die von Michonne erarbeitete Charta für die Siedlungen Kingdom, Hilltop, Alexandria und Oceanside. Auf dem bald im Kingdom stattfindenden Jahrmarkt sollen alle Anführer die Urkunde feierlich unterzeichnen. In der Gegenwart betont Alpha, ihr Gesicht ohne Maske als Zeichen ihrer guten Absichten zu zeigen. Als Beweis ihrer Kampfstärke verweist sie auf Dutzende maskierte Mitstreiter sowie eine sich langsam nähernde Gruppe Walker. Dann präsentiert die Frau ihre gefesselten Geiseln Luke und Alden. Als eine Frau aus der Whisperer-Gruppe ihr plötzlich zu weinen beginnendes Baby nicht beruhigen kann, wird sie von ihrer Anführerin dazu gebracht, das Kind abzulegen und den Walkern zu überlassen. Alpha stellt ihre Erbarmungslosigkeit unter Beweis, als sie sich und ihr Gefolge als Tiere bezeichnet. Mithilfe der Gebärdensprache kann Luke die immer noch versteckte Connie auf das Kind aufmerksam machen. Diese rettet es und wird von einigen Bewohnern, die über einen geheimen Ausgang ebenfalls ins Maisfeld gelangen, in Sicherheit gebracht. Daryl, der keine Schlacht mit den Whisperern heraufbeschwören will, begibt sich zum Verlies, um Lydia zu holen. Doch sowohl von ihr als auch von Henry fehlt jede Spur. Addy führt ihn zu der abgelegenen Hütte, in der Henry nach seiner Ankunft mit den anderen Jugendlichen gefeiert hatte, wo die beiden schließlich auch aufgefunden werden. Henry, der anscheinend Gefühle für Lydia entwickelt hat, hatte dieser neue Kleidung besorgt und wehrt sich vehement gegen ihre Auslieferung. Doch das Mädchen vermisst trotz all der Qualen sowohl ihre Mutter als auch die Gruppe und stimmt dem Tausch zu. Mit einem Kuss verabschiedet sie sich von ihrem neuen Freund. Daryl versucht ihn zu trösten und erklärt ihm, dass man mit manchen Entscheidungen einfach leben müsste. Der Gefangenenaustausch verläuft ohne Komplikationen und Alpha ohrfeigt ihre Tochter zuerst und schließt sie dann in ihre Arme. Ezekiel, Carol, Jerry und einige andere haben ein Kino ausgemacht, um dort eine Birne für ihren Filmprojektor zu bekommen. Nach einigen Schwierigkeiten können alle unbeschadet den Filmpalast verlassen, eine Birne sowie einen großen Bilderrahmen für die Charta im Gepäck. Im weiteren Verlauf haben Earl und Tammy das geborgene Baby an sich genommen und scheinen erfreut über ein neues Kind in ihrem Haus. Daryl erhält eine von Henry verfasste Nachricht, in der dieser seinen Freund darüber in Kenntnis setzt, dass er „nicht damit leben“ könne und Lydia zurückholen wolle. Daryl macht sich auf, den Jungen zu suchen und gestattet Connie, die ebenso wie Henry denkt, nur widerwillig ihn zu begleiten. |           |                            |                  |                      |                                       |                          |                                                  |                 |                  |
| 127 | 12        | Anführer                   | Guardians        | 3. März 2019         | 4. März 2019                          | Michael E. Satrazemis    | LaToya Morgan                                    | 4,71 Mio.       | –                |
| Auf dem Weg zu ihrem Camp im Wald will Alpha wissen, ob ihre Tochter etwas Besonderes über Hilltop herausfinden konnte, doch diese verneint. Im Wald angekommen entpuppt sich Alphas Gefolgschaft als größer als bisher bekannt war. Die meisten halten sich dort unmaskiert auf und fertigen aus den Gesichtern getöteter Walker Masken. Auch Lydia soll wieder eine Maske erhalten, Alpha beauftragt damit ihre rechte Hand, einen Hünen, der nur Beta genannt wird. Dieser spürt dann auch schließlich Henry, der das Camp ebenfalls entdeckt hat, auf und übergibt ihn an seine Anführerin. Nachdem Henry zur Begrüßung von Lydia mit einem Faustschlag niedergeschlagen wird, endet er gefesselt an einem Baum. Dann muss er mit ansehen, wie sich ein Paar – Sean und Helen – gegen Alpha wendet. Beide sind der Meinung, es wäre schlecht für die Gruppe gewesen, sich anderen Überlebenden zu zeigen, vor allem mit einer unmaskierten Anführerin, noch dazu, um die abtrünnige Lydia zurückzuholen. Alpha zieht schließlich ein starkes Stück Draht aus der Tasche, setzt es an Helens Kehle und enthauptet die Frau. Den abgetrennten und blutenden Kopf legt sie Sean in die Hände und ersticht ihn gleich darauf. Die Leichen werden außerhalb des Camps entsorgt und den Walkern überlassen. Des Nachts wird Beta losgeschickt, um Henry zu holen und Alpha verlangt von ihrer Tochter, den Jungen mit ihrem Messer zu richten, um ihre Stärke und Loyalität unter Beweis zu stellen. Als sich die weinende Lydia ihrem Freund nähert, fällt eine Gruppe Walker in das Camp ein und greift einige unmaskierte Whisperer an. Lydia und Henry können sich retten und werden von Daryl, der eine Walkermaske trägt, und Connie abgepasst, welche die Untoten zum Unterschlupf gelotst hatten. Erst sträubt sich Lydia, doch dann flieht sie schließlich mit Daryl und den anderen aus dem Camp. In Alexandria zeigt sich Michonne, die für die Sicherheit zuständig ist, erbost darüber, nichts von Rositas und Eugenes Plänen zur Reaktivierung des Funkturms gewusst zu haben, da die Aktion bekanntermaßen Opfer mit sich gebracht hatte. Darüber hinaus wehrt sie sich weiterhin dagegen, Alexandrias Teilnahme am Jahrmarkt zuzustimmen und schiebt Sicherheitsrisiken als Grund vor. In einem Gespräch mit Negan versucht dieser dann, Michonne davon zu überzeugen, dass er sich geändert hätte. Er wäre draußen gewesen, hätte niemandem etwas Böses getan und wäre von sich aus wieder in seine Zelle zurückgekehrt. Doch Michonne will Negan, schon alleine Rick zuliebe, nicht vertrauen und ihn weiter eingekerkert lassen. Judith wird verboten, sich weiter mit ihrem „Freund“ zu unterhalten, doch das Mädchen teilt Negans Ansicht, dieser hätte sich geändert. Als Beweis führt sie an, auch ihre Stiefmutter hätte sich verändert. Dies bringt die zunehmend verbitterte Michonne zum Nachdenken und schließlich teilt sie Aaron mit, nicht mehr gegen eine Teilnahme Alexandrias am Jahrmarkt stehen zu wollen. Eugene und Gabriel, die beide romantische Gefühle für Rosita hegen, können sich nicht damit abfinden, dass die Frau von Siddiq schwanger ist. Doch Eugene räumt dem Priester bessere Chancen ein und ermutigt ihn, um Rosita zu kämpfen. |           |                            |                  |                      |                                       |                          |                                                  |                 |                  |
| 128 | 13        | Engpass                    | Chokepoint       | 10. März 2019        | 11. März 2019                         | Liesl Tommy              | Eddie Guzelian & David Leslie Johnson-McGoldrick | 4,83 Mio.       | –                |
| Alpha sendet Beta und einige andere aus, um Lydia zurückzuholen. Die kommt mittlerweile mit den anderen bei einem Hochhaus an, in welchem Connie und ihre Freunde bereits in der Vergangenheit Zuflucht gesucht hatten. Sie finden dort noch Verbandsmaterial, Wasser und andere Vorräte. Da das Haus über jeweils ein Treppenhaus an den beiden Gebäudeenden verfügt, fasst Daryl den Plan, eins der Treppenhäuser unpassierbar zu machen, und durch das andere die Verfolger zu locken. Lydia möchte von Henry wissen, wieso dieser nach ihr gesucht hätte. Der Junge antwortet wahrheitsgemäß, sie wäre ihm wichtig. Einen anschließenden Kuss unterbricht Daryl, um die beiden zum Wachehalten abzustellen. Nach einiger Zeit erreicht Betas Gruppe aus Whisperern und Walkern das Hochhaus und wird von Daryl hineingelockt. Drinnen ist auch das passierbare Treppenhaus so blockiert, dass nur Menschen über die Hindernisse gelangen können. So werden die Walker im Eingangsbereich zurückgelassen und Beta und seine Leute machen sich auf nach oben. Dort sperrt Daryl Lydia und Hund in einen Abstellraum, da er befürchtet, das Mädchen könnte ihnen in den Rücken fallen. Sowohl Daryl als auch Connie und Henry können einige Whisperer erledigen, doch dann stürmt Beta auf Daryl zu. Die beiden Männer liefern sich einen brutalen Kampf auf Leben und Tod, welchen Daryl schließlich durch eine List für sich entscheiden kann. Er stößt den Hünen in einen metertiefen Schacht, wo dieser regungslos auf dem Dach eines Transportaufzugs liegen bleibt. Mittlerweile hat sich Lydia befreit und kann gerade noch Hund auf einen Whisperer hetzen, der Henry zu überwältigen droht. Doch der Junge verletzt sich am Bein und muss bei der anschließenden Flucht gestützt werden. Nach einiger Zeit erwacht Beta aus seiner Bewusstlosigkeit. Er blutet stark im Gesicht, scheint aber sonst unverletzt zu sein und wittert blutige Rache. Eine Gruppe, die sich The Highwaymen nennt, attackiert einen Trupp um Jerry. Des Königs Leibwächter wird sein Schwert abgenommen und eine schriftliche Forderung für Ezekiel mitgegeben. Darin fordern die Männer einen Wegzoll für alle Trecks auf den Straßen rund um das Kingdoms ein. Ezekiel, Carol und einige ihrer fähigsten Krieger begeben sich zum Treffpunkt mit den Unbekannten, die sich scheinbar das Revier des durch Carol getöteten Jeds und anderer Saviours angeeignet haben. Ozzy, der Anführer, erhält das Angebot, die Straßen um das Kingdom zu sichern, anstatt Terror zu verbreiten. Doch die Diebesbande besteht weiterhin auf den geforderten Wegzoll. Als jedoch Carol, die eine weitaus größere Gruppe mit Waffen hinter sich hat, anbietet, dass die Highwaymen Zutritt zum Kingdom erhalten würden, wo sie ihren ersten Film seit dem Zusammenbruch der zivilisierten Welt sehen könnten, sagen die Männer zu. Als erste Amtshandlung retten sie einen von Tara angeführten Treck, der sich von Hilltop zum Jahrmarkt begibt. Im Kingdom fällt sowohl Tara als auch Carol auf, dass weder Daryl noch Henry da sind. |           |                            |                  |                      |                                       |                          |                                                  |                 |                  |
| 129 | 14        | Narben                     | Scars            | 17. März 2019        | 18. März 2019                         | Millicent Shelton        | Corey Reed & Vivian Tse                          | 4,57 Mio.       | –                |
| In einem Rückblick sieht man die mit Rick, jr. schwangere Michonne am Flussufer, an dem Rick von Anne aufgefunden worden war, sie trifft auf ihren Freund Daryl. Sie fragt ihn, ob es in Ordnung für ihn sei, allein zu sein, was dieser bejaht, doch die traurige Michonne kann von sich selbst nicht das gleiche behaupten. Sie findet im Schlamm zwischen einigen Leichen Ricks verdreckten Revolver, den sie mit nach Hause nimmt, reinigt und in einer Schatulle für Judith aufbewahrt, wenn diese alt genug für eine Waffe ist. In einer weiteren Rückblende kommt eine schwarze Frau an die Tore Alexandrias, die Michonne nach kurzer Verwirrtheit als ihre alte High-School-Freundin Jocelyne wiedererkennt. In der Gegenwart kommen ihrerseits Daryl, Connie, Henry und Lydia in der Siedlung an und bitten um ärztliche Versorgung für Henrys verletztes Bein. Michonne ist weiterhin misstrauisch gegenüber dem Mädchen und erklärt diesem in einem anschließenden Gespräch, dass sie bereit ist, alles zu tun, um ihre Leute zu beschützen und in der Vergangenheit auch bereits Dinge getan hat, die sie bereuen würde. Judith ist stolz auf die Geschichten, die sie über den Kampf gegen die Saviors gehört hat und möchte Daryl, den sie bewundert, dazu bewegen, in Alexandria zu bleiben. Doch dieser verlässt noch am selben Tag mit seiner kleinen Gruppe wieder die Siedlung. Zurück in der Vergangenheit kann Michonne mit einigen ihrer Freunde einige Kinder, derer sich Jocelyne angenommen hatte, aus einer in der Nähe befindlichen Lagerhalle retten. Die Kinder werden nach Alexandria gebracht und verbringen einen lustigen Abend am Feuer mit den Kindern der Siedlung. Die Kinder sind Waisen und versiert in der Kunst des Jagens, ein von ihnen erlegter Hirsch ermöglicht der ganzen Siedlung ein reichhaltiges Abendessen. Am nächsten Morgen suchen Michonne und einige Eltern ein leerstehendes Haus auf, in dem die Kinder – darunter auch Judith – gemeinsam mit Jocelyn übernachtet hatten, finden es jedoch menschenleer vor. Sie entdecken eine Leiche in der geplünderten Waffenkammer und schließlich einige blutige Fußabdrücke, die zum Eingang zum Kanalsystem Alexandrias führen. Im Hier und Jetzt verlässt Judith frühzeitig den Esstisch und geht in ihr Zimmer. Doch als Michonne mit ihr reden will, fehlt von dem Kind und Ricks Revolver jede Spur. Sie versucht, über Negan herauszubekommen, wo ihre Tochter sein könnte. Negan weist sie darauf hin, dass Judith traurig darüber ist, dass ihre Mutter niemanden mehr an sich heranlassen oder in die Siedlung lassen will und wahrscheinlich in Angriff nehmen will, was Carl im Sinne gehabt hatte. Ein Flashback zeigt Michonne und Daryl, die an einer alten Schule eins von Jocelyns Kindern entdecken und ihm nachrennen. Im Gebäude lauern jedoch die anderen Kinder und überwältigen die beiden Erwachsenen mit Waffengewalt. Als Zeichen für „Stärke“ lässt Jocelyn einen Jungen mit einem Brandeisen ein X in Michonnes und Daryls Rücken brennen. Wenig später können sich die beiden befreien und stehen Jocelyne und zwei Kindern gegenüber, der Rest macht sich mitsamt den Alexandria-Kindern auf nach draußen zu einem Wohnmobil. In einem kurzen Kampf kann Michonne die Kinder überwältigen, wird jedoch von ihrem eigenen Katana, das ein Junge schwingt, am Bauch verletzt. Nachdem sie es an sich genommen hat, richtet sie draußen Jocelyn mit einem Stich ins Herz hin. Die Kinder versuchen ihre Anführerin zu rächen, doch bis auf eins werden alle schweren Herzens von Michonne getötet. Im Heute spürt Michonne ihre Tochter auf und rettet sie vor einem Walker. Sie erklärt Judith, die sich an die Ereignisse von damals erinnern kann, dass genau diese Angst um sie und der Verrat Jocelynes dafür sorgten, dass Michonne beschloss, niemanden mehr nach Alexandria zu lassen. Der Kanaldeckel wurde versiegelt und die Bande zu den anderen Siedlungen begannen zu reißen. Nach kurzem Innehalten an Carls Grab machen sich die beiden auf zum Kingdom, auf dem Weg treffen sie auf Daryls Gruppe, die sie auf ihrem Wagen mitnehmen. Im Anschluss sieht man zwei von Alphas Spähern, die beobachten, wie eine andere Reisegruppe im Kingdom ankommt. |           |                            |                  |                      |                                       |                          |                                                  |                 |                  |
| 130 | 15        | Die Ruhe davor             | The Calm Before  | 24. März 2019        | 25. März 2019                         | Laura Belsey             | Geraldine Inoa & Channing Powell                 | 4,15 Mio.       | –                |
| Vor fünf Jahren konnte sich ein junges Paar nach Hilltop vor ihrem Leben in der Wildnis retten. Zur Feier ihres Jubiläums hat die Frau aus Holz Medaillen geschnitzt, auf denen ein „H“ zu sehen ist. Es soll die Worte „Heimat“, „Hoffnung“ und „Hilltop“ symbolisieren. Die Whisperer überfallen im Hier und Jetzt ihren Treck, mit dem sie die Medaillen ins Kingdom bringen wollten, es gibt keine Überlebenden. Die Gruppe um Michonne und Daryl treffen im Kingdom ein, rechtzeitig zum Jahrmarkt. Die Obersten Michonne, Daryl, Gabriel, Tara, Rachel, Carol und Ezekiel treffen sich im königlichen Theater; Judith, Henry und Lydia sind dabei. Die vier Anführer verständigen sich auf eine wieder engere Zusammenarbeit, zumal mit den Whisperern eine durchaus ernst zu nehmende, neue Bedrohung vorherrscht. Michonne und Gabriel willigen ein, Lydia bei sich aufzunehmen und zur Not auch gegen ihre Mutter zu verteidigen. Darüber hinaus unterzeichnen alle Anführer die von Michonne erarbeitete und von Ezekiel zu Papier gebrachte Charta. Sogleich wird ein Trupp aus fähigen Leuten jeder Community gebildet, um die schwächste Siedlung, Hilltop, zu unterstützen. Vor allem, da es vermeintlich die einzige ist, deren Lage die Whisperer kennen. Lydia, die von den anderen Jugendlichen nicht gerade herzlich empfangen wird, begibt sich mit vielen anderen ins Kino, um sich den vom König versprochenen Film anzusehen. Plötzlich setzt sich ihre Mutter auf den Sitz neben ihr, der eigentlich für Henry reserviert war. Die Frau hat die Kleidung, die Haare und den Sonnenhut einer der getöteten Hilltop-Karawanistinnen als Verkleidung an sich genommen und fordert ihre Tochter auf, mit ihr zurückzukehren. Das Gespräch verlagert sich nach draußen und die Tochter gibt ihrer Mutter zu verstehen, dass sich hier die Leute umeinander sorgen und kümmern würden, dass auch sie wichtig wäre. Alpha nennt ihre Tochter einen Schwächling und schließt sie offiziell aus der Gemeinschaft aus. Die Sicherungsgruppe für Hilltop, angeführt von Daryl, trifft auf ihrem Weg auf die Highwaymen, welche sie auf den überfallenen Treck aus Hilltop aufmerksam machen. Es werden Gruppen gebildet, um nach möglichen Überlebenden zu suchen. Daryl, Carol, Michonne und Yumiko geraten in einen Hinterhalt der Whisperer und werden gefangen genommen. Mit Waffengewalt separiert Alpha Daryl von den anderen und bringt ihn an den Rande einer Klippe, wo sie ein großes Tal überblicken, in dem sich Tausende Walker scharen. Die Anführerin der Whisperer weist darauf hin, dass ihr das Schicksal ihrer Tochter ab sofort egal wäre, sie aber ihr Revier markiert hätte. Würden die vereinten Siedlungen ihr Territorium betreten, wäre es ihr ein Leichtes, die Horde zum Einsatz zu bringen. Während Daryl und die anderen wieder gehen können, hält Alpha einen Moment inne und vergießt eine einzelne Träne. Einen ihrer Mitstreiter ersticht sie heimlich, nachdem dieser diesen Moment der Schwäche beobachtet hatte. Daryl, Michonne und die anderen treffen auf Siddiq, der an einen Baum gefesselt ist. Entgeistert führt er sie zu einer Lichtung, auf der schon aus der Ferne zehn Holzpfähle zu sehen sind, auf denen Köpfe aufgespießt wurden. Nach und nach entdecken sie geschockt die zombifizierten und schnappenden Schädel der Highwaymen Ozzy, Alek und DJ, der Jugendlichen Frankie, Rodney und Addy sowie von Earls Frau Tammy, Enid, Tara und Henry. Gleichzeitig markieren die getöteten Freunde die Linie in Alphas Territorium. Später erzählt Siddiq auf einer Bühne im Kingdom allen Anwesenden von den Ereignissen. Alle hatten wacker gekämpft und sollten nun als Helden in Erinnerung bleiben. Im Anschluss begeben sich Daryl und Lydia zum Pflock, auf dem Henrys Kopf aufgespießt worden war und das Mädchen legt eine der Hilltop-Holzmedaillen davor ab. Als die beiden sich entfernen, beginnt es leicht zu schneien. |           |                            |                  |                      |                                       |                          |                                                  |                 |                  |
| 131 | 16        | Der Sturm                  | The Storm        | 31. März 2019        | 1. Apr. 2019                          | Greg Nicotero            | Angela Kang                                      | 5,02 Mio.       | –                |
| Einige Monate nach dem Massaker hat der Winter das Land fest im Griff. Im Kingdom platzen unter der Kälte Wasserrohre und auch andere Teile der Infrastruktur geben allmählich nach. Nachdem Ezekiel einen Funkspruch ins Nichts abgesetzt hat, beschließt er, mit seinen Untertanen nach Hilltop zu reisen. Gemeinsam mit Michonne, Daryl und Yumiko spricht er über Taras Tod und ihre potenzielle Nachfolge, besonders in Anbetracht der Tatsache, dass Maggie weiterhin bei Georgie bleiben möchte. Nach einem Kampf gegen diverse im Schnee vergrabene Walker löst sich Lydia von der Gruppe und findet ihrerseits einen halb zugeschneiten Walker vor. Das Mädchen fängt an zu weinen und hält dem Zombie seine Hand hin, fest entschlossen, sich beißen zu lassen. In letzter Sekunde hält Carol Lydia von ihrem Vorhaben ab. Michonne führt den Treck schließlich zum Sanctuary, doch in Ermangelung ausreichenden Proviants bietet sich das alte Fabrikgelände nur für einen kurzen Aufenthalt an. Mithilfe von Karten findet die Gruppe einen Weg durch das Land der Whisperer. An einem gefrorenen Fluss, den es zu überqueren gilt, angekommen, ist Lydia erneut verschwunden. Während der Rest erneut gegen im Schnee begrabene Angreifer kämpft, kann Carol das Mädchen erneut aufspüren. Lydia gibt sich immer noch die Schuld für all die Toten und fordert Carol auf, sie zu töten. Doch auch wenn diese angesichts des Todes ihres Ziehsohnes mit sich ringt und sich seitdem die Beziehung zu Ezekiel verändert hat, gibt Carol Lydia schließlich zu verstehen, dass diese zur Gruppe gehöre und leben müsse. Einen Tag später sind alle sicher im Hilltop angekommen, doch Carol hat schlechte Nachrichten für ihren Mann. Sie brauche Abstand und gibt dem König ihren Ring zurück. Ferner will sie mit Daryl nach Alexandria aufbrechen. Carol, Daryl, Michonne, Lydia und einige andere machen sich anschließend auf die Reise. In Alexandria hat der Schneesturm ebenfalls Probleme verursacht. Durch die immer schwächer gewordene und schließlich verschwundene Sonne können die dringend benötigten Solarpanele keine Energie mehr speichern. Einige Bewohner sammeln sich in der Kirche, auch Negan wird aus seiner Zelle befreit. Als die Bewohner herausfinden, dass der Kamin in der Kirche unbrauchbar ist, bilden sie eine durch Seile verbundene Kette, um sich durch den Sturm, der mittlerweile zum Blizzard angeschwollen ist, zu Aarons Haus durchzukämpfen. Als Judith plötzlich losrennt, um Hund, der weggelaufen ist, zu suchen, rennt ihr Negan hinterher. Dieser wird von umherfliegenden Trümmern verletzt, kann aber schließlich das Tier und Judith, die kurz vor dem Erfrieren steht, auffinden und zurück zur Gruppe bringen. In Alexandria treffen Michonne und Negan aufeinander, die Frau dankt dem Mann für die Rettung ihrer Tochter, die ihm wirklich wichtig zu sein scheint. Alpha und Beta beraten sich über ihre nächsten Schritte. Als Vorbereitung auf „das, was kommen wird“, verlangt die Anführerin von ihrer rechten Hand, mit Peitschenhieben auf den Arm gestärkt zu werden. Nachdem Ezekiel im Hilltop ein Gespräch per Funk mit Judith beendet und den Raum verlassen hat, meldet sich plötzlich eine unbekannte Stimme. |           |                            |                  |                      |                                       |                          |                                                  |                 |                  |

## Produktion und Hintergründe
Am 13. Januar 2018 verlängerte AMC die Serie um eine neunte Staffel und gab Angela Kangs Ernennung zur neuen Showrunnerin bekannt.
Am 7. Mai 2018 wurde bekannt, dass Callan McAuliffe (Alden) und Avi Nash (Siddiq) in der neunten Staffel als neue Hauptdarsteller verpflichtet wurden, die bislang nur Nebenrollen besetzt hatten. Des Weiteren wurde auch Samantha Morton für die Rolle der Alpha (Anführerin der Flüsterer), der neuen Hauptantagonistin, bestätigt. Bereits im Mai 2018 hatte Serienveteran Andrew Lincoln (Rick Grimes) angegeben, aus privaten Gründen nach der neunten Staffel nicht mehr an der Serie mitwirken zu wollen. Im Oktober 2018 tat es ihm Lauren Cohan (Maggie Rhee) gleich, um sich stärker auf andere Projekte konzentrieren zu können. Laut Showrunnerin Kang würde der Charakter aber am Leben gelassen, um eine etwaige Rückkehr Cohans zu ermöglichen. Austin Amelio (Dwight) wurde aus der Darstellerliste gestrichen, um die Figur in der Ablegerserie Fear the Walking Dead zu etablieren.
Die Dreharbeiten begannen am 30. April 2018. Greg Nicotero führte bei den Arbeiten zur Auftaktepisode Regie, Michael Cudlitz (ehemals Abraham Ford) bei der siebten.
Am 6. Oktober 2018 starb Scott Wilson (ehemals Hershel Greene), ihm wurde die erste Episode gewidmet.